# Goddard’s Green (Berkshire)
Goddard's Green – osada w Anglii, w hrabstwie ceremonialnym Berkshire, w dystrykcie (unitary authority) West Berkshire. Leży 9 km na południowy zachód od centrum miasta Reading i 65 km na zachód od centrum Londynu.